# Hugh Hastings
Sir Hugh Hastings (ou Hastyngs), né vers 1310 et mort le 29 ou le 30 juillet 1347, est un administrateur et soldat anglais. Il combat pour Édouard III au cours des premières phases de la seconde guerre d'indépendance de l'Écosse et de la guerre de Cent Ans.

## Famille
Hugh est le fils cadet de John Hastings, 1er baron Hastings, et de sa seconde épouse, Isabelle le Despenser, fille d'Hugues le Despenser, 1er comte de Winchester. Le 18 mai 1330, il se marie avec Margery Foliot, née vers 1312 et dame d'honneur de sa mère depuis 1325. Le couple a deux fils, John (vers 1328-1333) et Hugh (mort en 1369), et une fille, Maud. Margery lui survit et meurt le 8 août 1349.
Par l'héritage de Margery, Hugh acquiert les manoirs d'Elsing et de Weasenham dans le Norfolk et d'autres propriétés dans le Nottinghamshire et le Yorkshire. À la mort de sa mère en décembre 1334, il hérite le manoir de Monewdon dans le Suffolk et une partie du manoir de Sutton Scotney dans le Hampshire.
Hugh tire aussi des revenus de plusieurs manoirs que lui confient les principaux seigneurs sous lesquels il sert pendant les guerres en France, le comte de Derby Henri de Grosmont et le comte de Pembroke Lawrence Hastings, son neveu.

## Carrière d'administrateur
Hugh Hastings siège régulièrement dans des cours judiciaires, et est nommé juge de paix pour le comté de West Riding of Yorkshire le 8 novembre 1338.
Il est un des 106 laïcs convoqués au Grand conseil réuni à l'abbaye de Westminster le 29 avril 1342. Au milieu des années 1340, il est l'intendant de la maison de la reine Philippa de Hainaut.
Au début du mois de mai 1347, Hugh Hastings est nommé sénéchal de Gascogne et se voit assigner une suite de cinquante hommes d'armes et de quatre-vingts archers. Il meurt avant de pouvoir occuper ce poste.

## Carrière militaire
On suit les traces d'Hugh Hastings dans l'armée anglaise en Écosse de 1335 à 1338.
En juillet 1338, il quitte Orwell avec l'armée du roi pour se rendre à Anvers, dans le duché de Brabant. Il participe à la campagne navale dans la Manche et à la bataille de Sluys le 24 juin 1340. De 1342 à 1343, il sert dans la suite du comte de Pembroke pendant la guerre de Succession de Bretagne. Il accompagne de nouveau le comte de Pembroke lors de la campagne d'Aquitaine de 1345, dirigée par le comte de Derby. Selon le chroniqueur français Jean Froissart, Hugh est présent lors de la victoire de Derby à la bataille d'Auberoche le 21 octobre 1345. Il semble qu'il rentre en Angleterre avant le siège d'Aiguillon, au printemps 1346.
Hugh Hastings atteint le grade de capitaine et de lieutenant du roi en Flandre le 20 juin 1346. Il y organise une attaque sur la frontière nord de la France, manœuvre de diversion qui prépare une invasion anglaise en Normandie en juillet. Il recrute une armée dans les villes flamandes et avec sa propre suite de 250 hommes, principalement des archers, assiège Béthune. Cette armée se révèle indisciplinée et le siège échoue avant la fin du mois d'août.
Hugh n'est pas présent à la bataille de Crécy le 26 août 1346 mais rejoint le siège de Calais avec ses hommes d'armes et quelques archers. C'est là qu'il reçoit sa nomination au poste de sénéchal de Gascogne.

## Mort et enterrement
Hugh quitte alors le siège de Calais et retourne en Angleterre, peut-être déjà malade. Il rédige son dernier testament à Old Ford dans le Middlesex le 22 juillet 1347 et meurt dans la semaine qui suit. Il est enseveli dans le chœur de l'église Sainte-Marie, qu'il avait fait construire à Elsing.
Sa tombe est ouverte en septembre 1978. L'autopsie conclut qu'il mesurait 1 m 78 ; le corps est coiffé d'une perruque et d'un chapeau en crin de vache. Ses incisives sont brisées et des marques d'arthrose à l'épaule et au coude sont notées, probables séquelles de la guerre.
Sur la plaque de laiton qui couvre sa tombe, Hugu est représenté en chevalier en armure. Autour de lui, des personnages plus petits portent les blasons des chefs qu'il a servis : le roi, les comtes de Derby et de Pembroke et Guy de Beauchamp, comte de Warwick.